# Hargarten-aux-Mines
Hargarten-aux-Mines è un comune francese di 1 168 abitanti situato nel dipartimento della Mosella nella regione del Grand Est.

## Società

### Evoluzione demografica
Abitanti censiti